# Andrzej Kuchar
Andrzej Kuchar (1950) è un allenatore di pallacanestro polacco.

## Carriera
Ha guidato la Polonia a due edizioni dei Campionati europei (1985, 1987).